# Kanton Évran
Der Kanton Évran war bis 2015 ein französischer Wahlkreis im Arrondissement Dinan, im Département Côtes-d’Armor und in der Region Bretagne; sein Hauptort war Évran.

## Gemeinden
| Gemeinde             | Bretonisch              | Einwohner (2022) | Fläche (km²) | Code postal | Code Insee |
| -------------------- | ----------------------- | ---------------- | ------------ | ----------- | ---------- |
| Les Champs-Géraux    | Maez-Geraod             | 1.053            | 19.09        | 22630       | 22035      |
| Évran                | Evrann                  | 1.787            | 23.56        | 22630       | 22056      |
| Plouasne             | Plouan                  | 1.749            | 33.61        | 22830       | 22208      |
| Le Quiou             | Ar C'haeoù              | 355              | 5.06         | 22630       | 22263      |
| Saint-André-des-Eaux | Sant-Andrev-an-Doureier | 395              | 5.24         | 22630       | 22274      |
| Saint-Judoce         | Sant-Yuzeg              | 590              | 10.19        | 22630       | 22306      |
| Saint-Juvat          | Sant-Yuvad              | 649              | 17.41        | 22630       | 22308      |
| Tréfumel             | Trefermel               | 279              | 5.81         | 22630       | 22352      |
| Kanton               | Evrann                  | 6.496            | 126.86       | -           | 2214       |

## Bevölkerungsentwicklung
| 1962 | 1968 | 1975 | 1982 | 1990 | 1999 | 2006 | 2012 |
| ---- | ---- | ---- | ---- | ---- | ---- | ---- | ---- |
| 6533 | 6242 | 6063 | 6004 | 5796 | 5670 | 6028 | 6496 |